# Ahoskie
Ahoskie és una població dels Estats Units a l'estat de Carolina del Nord. Segons el cens del 2000 tenia 4.523 habitants.

## Demografia
Segons el cens del 2000, Ahoskie tenia 4.523 habitants, 1.853 habitatges i 1.172 famílies. La densitat de població era de 656,5 habitants per km².
Dels 1.853 habitatges en un 29,9% hi vivien nens de menys de 18 anys, en un 35,8% hi vivien parelles casades, en un 23,2% dones solteres, i en un 36,7% no eren unitats familiars. En el 32,9% dels habitatges hi vivien persones soles el 15,4% de les quals corresponia a persones de 65 anys o més que vivien soles. El nombre mitjà de persones vivint en cada habitatge era de 2,33 i el nombre mitjà de persones que vivien en cada família era de 2,94.
Per edats la població es repartia de la següent manera: un 25,7% tenia menys de 18 anys, un 8,5% entre 18 i 24, un 25,3% entre 25 i 44, un 20,5% de 45 a 60 i un 20% 65 anys o més.
L'edat mediana era de 38 anys. Per cada 100 dones de 18 o més anys hi havia 67,7 homes.
La renda mediana per habitatge era de 22.769 $ i la renda mediana per família de 27.566 $. Els homes tenien una renda mediana de 30.063 $ mentre que les dones 23.045 $. La renda per capita de la població era de 17.203 $. Entorn del 21,7% de les famílies i el 24,8% de la població estaven per davall del llindar de pobresa.

## Poblacions més properes
El següent diagrama mostra les poblacions més properes.